# Atkabaai
De Atkabaai of Atka-ijshaven (Engels: Atka Iceport) is een ijshaven op Antarctica. De baai is circa 16 kilometer breed en lang en bevindt zich aan het Ekström-ijsplateau in Koningin Maudland.
De Atkabaai werd gedetailleerd vastgelegd door Noorse cartografen door middel van luchtfoto's en onderzoeken van de Noors-Brits-Zweedse Antarctische expeditie (1949-1952). De baai kreeg zijn naam van het personeel van de ijsbreker USS Atka die daar in februari 1955 voor anker ging om mogelijke locaties voor grondstations te onderzoeken in het kader van het Internationaal Geofysisch Jaar.
Het Neumayer-Station III, opgericht in 2009, bevindt zich aan de baai op het ijsplateau. 
Aan de baai bevindt zich een kolonie van keizerspinguïns van ongeveer 10.000 paren.